# بوج
بوج شهری در ایالت گجرات کشور هندوستان است.